# Rivière Vernot
Pour les articles homonymes, voir Vernot.
La rivière Vernot est un affluent de la rive sud de la rivière aux Feuilles dont les eaux coulent vers l'est et se jettent dans le lac aux Feuilles, lequel se connecte par un détroit au littoral ouest de la baie d'Ungava. La rivière Vernot coule dans le territoire non organisé de Rivière-Koksoak, dans la région du Nunavik, dans la région administrative du Nord-du-Québec, au Québec, au Canada.

## Géographie
Les bassins versants voisins de la rivière Vernot sont :
- côté nord : rivière aux Feuilles ;
- côté est : Rivière Qijuttuuq ;
- côté sud : rivière Nedlouc, lac Nedlouc ;
- côté ouest : rivière Nedlouc.

La rivière Vernot s'abreuve de deux branches principales qui drainent un ensemble de plans d'eau :
- l'une venant du sud, prenant sa source à l'ouest de la rivière Nedlouc. La surface de son plan d'eau supérieur est à 303 m ;
- l'autre venant du sud-est, dont le lac le plus élevé en amont est à 334 m.

Ces deux branches convergent à 8,0 km en amont de l'embouchure de la rivière Vernot.
La rivière Vernot coule vers le nord, jusqu'à la rive sud de la rivière aux Feuilles. L'embouchure de la rivière Vernot est situé à 10,6 km en aval de l'embouchure de la rivière La Goudalie.

## Toponymie
Le toponyme rivière Vernot a été officialisé le 12 février 1973 à la Commission de toponymie du Québec.